# Miles (Texas)
Miles és una població dels Estats Units a l'estat de Texas. Segons el cens del 2000 tenia 850 habitants.

## Demografia
Segons el cens del 2000, Miles tenia 850 habitants, 309 habitatges, i 237 famílies. La densitat de població era de 244,9 habitants/km².
Dels 309 habitatges en un 34,3% hi vivien nens de menys de 18 anys, en un 64,4% hi vivien parelles casades, en un 10% dones solteres, i en un 23,3% no eren unitats familiars. En el 22% dels habitatges hi vivien persones soles el 14,2% de les quals corresponia a persones de 65 anys o més que vivien soles. El nombre mitjà de persones vivint en cada habitatge era de 2,75 i el nombre mitjà de persones que vivien en cada família era de 3,23.
Per edats la població es repartia de la següent manera: un 28,4% tenia menys de 18 anys, un 7,3% entre 18 i 24, un 27,3% entre 25 i 44, un 21,1% de 45 a 60 i un 16% 65 anys o més.
L'edat mediana era de 36 anys. Per cada 100 dones de 18 o més anys hi havia 92,1 homes.
La renda mediana per habitatge era de 30.461 $ i la renda mediana per família de 34.000 $. Els homes tenien una renda mediana de 25.000 $ mentre que les dones 20.789 $. La renda per capita de la població era de 15.148 $. Aproximadament el 15,2% de les famílies i el 17,4% de la població estaven per davall del llindar de pobresa.

## Poblacions més properes
El següent diagrama mostra les poblacions més properes.